# Mes nuits sont plus belles que vos jours (roman)
Pour les articles homonymes, voir Mes nuits sont plus belles que vos jours.
Mes nuits sont plus belles que vos jours est un roman de Raphaële Billetdoux publié en 1985 aux éditions Grasset et ayant reçu le prix Renaudot la même année.

## Résumé
Dans une brasserie parisienne, une jeune femme fait tomber son briquet aux pieds d'un homme qui en le rendant lui propose un verre. Elle refuse d'abord, et accepte plus tard ; voyant l'heure l'homme dit qu'il serait préférable d'aller dîner. Après le repas, ils se promènent dans la rue, avant qu'elle ne fasse demi-tour pour s'enfuir. Ils se retrouveront le lendemain dans la même brasserie.

## Éditions
- Mes nuits sont plus belles que vos jours, éditions Grasset, 1985,  (ISBN 2-253-04132-7).

## Adaptation
Le roman est adapté par le réalisateur Andrzej Żuławski dans le film français Mes nuits sont plus belles que vos jours sorti en 1989.